# Okres Wąbrzeźno
Okres Wąbrzeźno (polsky Powiat wąbrzeski) je okres v polském Kujavsko-pomořském vojvodství. Rozlohu má 501,31 km² a v roce 2020 zde žilo 34 040 obyvatel. Sídlem správy okresu je město Wąbrzeźno.

## Gminy
Městská:
- Wąbrzeźno

Vesnické:
- Dębowa Łąka
- Książki
- Płużnica
- Ryńsk

## Město
- Wąbrzeźno

## Sousední okresy
| Růžice kompasu | Grudziądz, Chełmno | Grudziądz       | Brodnica, Grudziądz | Růžice kompasu |
| Růžice kompasu | Chełmno            | Sever           | Brodnica            | Růžice kompasu |
| Růžice kompasu | Chełmno            | Okres Wąbrzeźno | Brodnica            | Růžice kompasu |
| Růžice kompasu | Chełmno            | Jih             | Brodnica            | Růžice kompasu |
| Růžice kompasu | Toruň              | Golub-Dobrzyń   | Golub-Dobrzyń       | Růžice kompasu |